# Рок-музика у Радянському Союзі
Радянська рок-музика, також радянський рок-н-рол, радянський рок, радянський біг-біт — рок-музика з текстом пісень в радянський період і в радянському розумінні слова, яка зародилася в СРСР в другій половині XX століття під впливом світової, насамперед західної, музики, і охоплює творчість рок-виконавців ряду країн-членів союзу.  Поскільки існувала офіційна радянська естрада, до 1980-88 років радянська рок-музика носила назву радянська андеграундна музична культура, представникам якої дозволяли виступати в закритих аудиторіях, в усіляких наукових інститутах або в місцевих будинках культури, Ленінградських рок-клубах, квартирниках але, звичайно, без трансляції, — у вузькому колі.
Переважна більшість творів виконувалась російською мовою, проте були не лише російськомовні виконавці.

## Історія
У період війни і в післявоєнний час у моді був джаз, а не рок. Зародження рок-н-ролу в Радянському Союзі відбувалось ледь помітно у 1960-х роках (період "Хрущовської відлиги") — не відокремлюючись у самостійний естрадний напрям. Спочатку радянські рок-виконавці лише займалися наслідуванням західних рок-н-рольщиків, які в свою чергу взяли приклад із чорношкірих музикантів, які винайшли цю музику раніше. Тому радянський рок у музично-стилістичному плані був несамостійним, наслідувальним через штучно створений довкола нього культурний вакуум. Порівняно з іншими країнами світу, процес еволюції рок-культури в молодіжному середовищі Радянського Союзу відбувався з великим запізненням. Проте радянському року не виповнилося й п'яти років, як він став виявляти ознаки відмінності. На думку багатьох музичних критиків, «золотий вік» радянської рок-музики припадає на 1980-ті роки (особливо еру перебудови), коли радянські підпільні рок-групи отримали можливість випускати свої записи офіційно. Початок 1990-х років вважають кінцем "класичної" радянської рок епохи. Він ознаменувався смертю Віктора Цоя в 1990 році, та розпадом Радянського Союзу в 1991 році.
Головним фактом перших років історії радянської молодої рок-музики було її повне офіційне невизнання. Спочатку таких понять, як "рок", Ленінградський рок-клуб, рок-гурт, рок-клуб, рок-рух не існувало, натомість існувала радянська естрада. "Нову музику" називали "біг-біт", "біт" або ж позначали ширшою назвою «сучасна молодіжна музика», а самі рокери були просто «любителями» цієї музики. Перший в Ленінграді рок-клуб офіційно мав назву «Міський експериментальний клуб любителів сучасної молодіжної музики». Незабаром рок-колективи заполонили філармонії і отримали офіційне найменування «вокально-інструментальних ансамблів» (ВІА). Запропонований термін «ВІА» був вигаданий у 1970 р. Міністерством культури СРСР з єдиною метою: уникнути проголошення "непристойних" слів «рок», «біт», «рок-група».
Хоча офіційно року в СРСР не існувало, але рокери складали і грали свої пісні і музику, влаштовували концерти і фестивалі, у них були навіть свої менеджери, продюсери, промоутери хоча це і було заборонено. Рок був забороненим, але не виключеним зі свідомості, не приписаним до проявів божевілля, відкритої, ворожої системі ненормальності. Квартирні концерти були заборонені як свого роду незаконна комерційна діяльність. Про новонароджений радянський рок не писали в газетах і не говорили на нарадах, його "не помічали" концертні організації та Міністерство культури. Радянські рок-групи не потрапляли на радіо і телебачення, і часто досягали аудиторії тільки з вуст у вуста. Монополія на музичні публікації в СРСР належала «Мелодії». Піт Андерсон згадує, як в квітні 1965 у залі планетарію скасували концерт його гурту і величезний натовп фанів стояв біля будівлі, в самому центрі міста, під транспарантами "Свободу гітарі!". Уряд намагався боротися з рокерами. І не тому, що вони співали щось крамольне, — переважна більшість текстів просто були іншими — не контрольованими. А музиканти не бажали ставати в один ряд з комсомольсько-завзятою радянською молоддю, яка бадьоро крокує вперед до перемоги комунізму.
У "період застою" відбувається активне перейняття світових жанрово-стильових стандартів.
Навколо року відразу ж розгоряється озлоблена ідеологічна боротьба, яка нагадувала боротьбу з джазом (зняття післявоєнної заборони на джаз це кінець 1950-х років). Рок, як і джаз, обвинувачувався в безідейності, бездуховності, ідеологічній отруті для радянської молоді, що він не несе в собі істотних ідейних цінностей і що його розважальний аспект придушує соціальну значимість. Протягом тривалого часу радянська преса відносила рок до розряду негативних, вважаючи за своєю суттю привнесеним або нав'язаним ззовні. Не потребувала особливих зусиль і теза про те, що радянську молодь свідомо розбещують із-за кордону за допомогою цієї дикої музики. Це було зручно, тому що сприяло лише обмежувальним і заборонним заходам замість духовного зближення з "неслухняними" дітьми. Теза про західний вплив успішно протрималася всі 1970-ті рр., доки в СРСР практично не було власної рок-музики.
В Ленінграді першою рок-групою були рос. "Странники" (початок 1964 р.).(стор.:6)
Перший в Москві рок-концерт у залі зі сценою відбувся, за спогадами Градського, в 1966 році в Міністерстві закордонних справ, і пройшов він англійською мовою.
Першу в Москві рок-пісню рідною мовою склав гурт "Соколи" в 1966-му році. Вона називалася рос. "Сонце над нами" і була єдиною в їх "фірмовому" репертуарі.
У 70-х рр. загальною рисою світової естради, як різновиду масової культури, стає поширення шлягерів-хітів. У світові рейтинги починають потрапляти рок-гурти (як нижчі за джазові). Пік "всенародного піднесення" рок-руху припав на 1970-1972 роки. Оскільки для року найхарактернішим є прояв контркультурної ідеології, то виконавцями цих соціально і політично спрямованих творів переважно є рок-музиканти. В "сприятливому" Радянському Союзі відбувається початок розквіту року і тому відразу проводиться антирокова кампанія, яка закінчується на початку 80-х у період "перебудови". В Радянському Союзі в 1970-ті роки, в часи різних заборон, формується так званий "підпільний" рок (андеграунд). Це поняття вже існувало на Заході і уособлювало певну контркультуру, яка виникла як реакція на повне її ігнорування з боку офіційних фірм звукозапису, преси тощо. Організатори підпільних радянських рок-фестивалів і рок-клубів постійно звинувачувалися у будь-якій молодіжній масовості, яка не інспірувалася "зверху".
У 1971 році в Ленінграді була перша спроба створення рок-клубу Миколою Васіним та його другом Артемьєвим — вони намагалися створити об'єднання, яке б об'єднало всіх рокерів. Це об'єднання називалося «Поп-федерація». Учасники його здавали організаційний внесок у розмірі трьох рублів, і за це влаштували підпільні концерти з своєю системою попередження, зі своєю конспірацією. Концерти організували в такий спосіб: Артемьєв телефонував в якийсь районний комітет комсомольської організації та казав, що їм потрібна кімната для зйомок фільму, — йому вірили і надавала приміщення. Але через кілька років влада дізналася правду, всі музиканти отримали повістки в суд, а Артемьев був заарештований.
У 1979 році була започаткована ще одна спроба об'єднання, і була створена організація «Експериментальний клуб-лабораторія сучасної музики» («Міський експериментальний клуб любителів сучасної молодіжної музики») за ініціативою Юрій Байдака, Сергія Дризлова та Татьяни Іванової. Базувався він в кафе "Северянка" на проспекті Енергетиків. До осені клуб-лабораторія розвалилася.
На початку 1980-х років радянська рок-музика знову починає набирати обертів, минаючи управління культури, худради, здачі та приймання, творчі спілки, і молодь уже стала вирішувати це сама. Музика зазвучала з явним соціальним корінням. У Радянському Союзі відбувається вихід на арену соціально і політично спрямованих творів. В цей же час, на початку 1980-х років з'являється новий феномен — самодіяльні магнітофонні альбоми, що було найважливішою подією в історії радянського року з часів його появи.
У 1980 році великий рок-фестиваль пройшов у Тбілісі, Грузинської РСР, під назвою «Весняні Ритми. Тбілісі-80». Майже всі виконавці та призери фестивалю були рок-групи з РРФСР. Це був перший офіційний рок-фестиваль в Радянському Союзі.
В 1981 році в Ленінграді відкрився Рок-клуб, єдине на той час подібне об'єднання в Росії. Рок-клуб був створений Комітетом державної безпеки за принципом партії.
У 1983 році, після Пленуму ЦК КПРС, настає нова фаза рок-конфронтації. Початком цього була підготовлена кампанія в пресі: газети обрушилися на ансамблі за їх "сірість", "несмак", "безідейність". Як приклад посередності наводилися дійсно слабкі ВІА та рок-групи, тому й критика виглядала цілком переконливою. На початку 1984 року розпочалася друга хвиля атак на рок, а головним об'єктом стала "самодіяльність".
Взимку 1984 року лідер гурту рос. "Россияне", Жора Ордановський, зник за таємничих обставин і з тих пір так і не з'явився. Швидше за все, його вже немає в живих.
Головними напрямками та темами, через які виражався політичний протест у творах найбільш відомих рок-виконавців цього періоду були протести проти усталених стереотипів налагоджених за певними схемами життя; протести щодо погодження з соціальними умовами, які оточували  людину, і вдалому пристосуванню до них; нігілістичне ставлення до застарілих цінностей, на яких базувалося усталене життя в рамках налагодженої системи; бунт проти усталених норм примусу над особистістю, проти насадженого колективного духу, коли індивідуальність не сприймається як цілісна одиниця соціуму, а змушена діяти в колективі та відповідати його вимогам задля змоги реалізувати свої здібності. Деякі колективи виступають з різкою критикою мілітаристських тем і трактують війну як спосіб насилля над особистістю, і як ще одного способу примусу з боку тоталітарної держави; пропагують радикальну боротьбу проти системи, агітуючи за активний протест.
На початку 1980-х рок-музика в Радянському Союзі була в основному підпільним рухом. Записи гуртів із Заходу контрабандою ввозилися в країну, і існував суворий контроль за тим, хто міг виступати. В часи другого етапу "Перебудови", яка відкрила більше простору та терпимості до альтернативних ідей, зокрема в мистецтві, рокерам дозволили офіційно виступати та давати інтерв'ю на радянському телебаченні.
У 1986 в США вийшов подвійний альбом ««Red Wave: Four Underground Bands from the USSR»» («Червона хвиля — чотири андеграундні групи з СРСР») із записами ленінградських груп «Аквариум», «Странные игры» , «Алиса» і «Кино» — перший на заході реліз російської рок-музики. Випуск альбому став можливий завдяки Джоанні Стінгрей. Після цього в СРСР комуністична газета «Комсомольська правда» написала розгромну статтю «"Червона хвиля" на мутній воді», в якій співачку звинувачували в антирадянщині і провокації. Після виходу цієї пластинки всіх музикантів, які надали Джоанні свої записи попросили підписати листа, в якому вони повинні були зректися від всякої співпраці із заокеанським продюсером. Підписав цей папір лише Грєбєнщіков.
Піддавати утискам рок тривало не було можливим через те, що в політичних заявах партії постійно проголошувалася необхідність реалістичного та неформального підходу до молоді, вивчення її смаків та справжніх потреб, заохочення ініціатив, а рок тут відігравав одну з провідних ролей; безліч тем (корупція, наркоманія, фарцовка), що були колись забороненими, тепер були винесені на шпальти центральних газет; в пошані була не тільки критика, але й різні економічні важелі, поняття прибутку та рентабельності; монументальна на той час алкогольна кампанія передбачала створення альтернативи молодіжному пияцтву: клубів за інтересами, дискотек, концертів та інших форм "тверезих" розваг — і знову рок був тут неминучим.
У 1988-1989 роках проходять розвиток два нових процеси: перехід радянського року на ринкову основу і залучення його в міжнародну тусовку. З впровадженням госпрозрахунку і появою концертних кооперативів у артистів з'являється можливість отримувати реальну частину доходів від своїх виступів. Це вже не мізерні "концертні ставки", придумані чиновниками (норма Держконцерту була 6,90 руб. за виступ, незалежно, чи це клуб при житлконторі чи на стадіоні), а суми незрівнянно більші. До цього часу гурти виступали на правах «самодіяльності» (виступи не можуть бути джерелом доходу). З квартир і крихітних клубів рокери вийшли на стадіони. Все, про що раніше можна було тільки мріяти, стало реальністю. З'явилася можливість співати пісні, не погоджуючи їх з працівниками відділів культури, організовувати концерти, не питаючи нічиєї згоди, записувати платівки як на батьківщині, так і за кордоном.
У перші роки після "перебудови" відбувається затухання року, зароджується "радянська поп-музика", яка зазнає впливу західного року, диско, техно і ін. У другій половині 90-х років спостерігаються ностальгічні мотиви до шлягерів радянської епохи, і до сьогодні "радянська поп-музика" вже успішно адаптована до умов теле- і радіотрансляцій.

### Лірика
Лірика радянських рок-груп часто мала справу з найтемнішими сторонами 80-х років радянського життя, такими, як насильство в сім'ї, алкоголізм. Проте, згодом, у виконанні певних виконавців радянський рок звертається до молоді її мовою і говорить з нею про проблеми, котрі її хвилюють.
| | Основний посил будь-якого року це розкріпачення, скидання всіх і всіляких пут, що не дають молодій людині існувати так, як йому хочеться, і відчувати себе добре. На Заході як ці пута виступають, насамперед, офіційна релігія і її пряме породження так звана «буржуазна мораль». Саме по них рок-н-рол завдав чутливого удару ще в 50-і і продовжує робити це донині. (Звідси розлючена реакція церковників, звинувачення в сатанізмі тощо). Періодично (кінець 60-х, кінець 70-х) свідомість рокерів зростала, вони знаходили інших ворогів (вояччина, расисти, істеблішмент), але основною мішенню все одно залишалися батьківські підвалини. Відповідно, улюблений бойовий клич «Даєш секс!». Конфлікт релігія-секс — двигун всього західного року. Спробуйте відключити його, і згаснуть майже всі найяскравіші зірки від Елвіса і Міка Джаггера до Майкла Джексона і Принца. Навіть від інтелектуалів Леннона і Ділана залишаться лише бліді тіні... У Радянському Союзі визвольний заклик року пролунав у зовсім іншій ситуації. З одного боку, сильних позицій у релігії, расизму, та інших традиційних для західної молоді подразників у нас не було. З іншого, навколо було стільки всілякого придушення і насильства над особистістю, що навіть горезвісний секс в списку молодіжних невдоволень виявився далеко не на першому місці ... Тотальна несвобода і тотальна неправда ось що ми відчували в роки зародження і бурхливого підйому радянського року. І саме про це в радянському року йшлося. |
| — Артемій Троїцький. Back in the USSR: история рок-музыки в СССР. — Амфора, 2007 — С.261 (Передмова) | |

Спонукальними причинами радянського рок-руху в більшості випадків було реальне соціальне невдоволення певних прошарків молоді, їхнє розчарування в ідеалах, що проголошувалися з високих трибун і не підтверджувалися на практиці, незадоволеність станом музичної культури та духовної культури в цілому. Рок-мистецтво заповнювало ті лакуни, що утворилися у радянській культурі. Воно відбиває в собі суперечливі аспекти духовного життя другої половини XX століття, звертається до нагальних, соціально значимих проблем свого часу, осмислює актуальні проблеми того часу. Таким чином, рок-мистецтво залучало до себе тих, хто активно розмірковував про проблеми сьогодення, кого по-справжньому хвилював завтрашній день. Рок-музика об'єднувала молодь, змушувала думати, не мовчати, діяти. Радянський рок став не лише музичним явищем, а й виявився здатним протистояти бюрократичній машині радянської культури, розкрив болючі точки суспільного розвитку через рок-музикування.
Найкращі ансамблі та музиканти радянської рок-музики ніколи не цуралися гострих і серйозних тем. Не обходив це практично жодний серйозний ансамбль: «Машина времени», «Аквариум», «Зоопарк», «Телевизор», «Кино», «ДДТ», «Алиса» та ін. До російської рок музики радянського періоду також належать: «Пікнік», «АукцЫон», «Наутілус Помпіліус», «ЧайФ», і багато інших,а також рідкісні записи, записи з концертів та квартирників, і, звичайно ж, маловідомі рок-групи колишнього СРСР.
Після розпаду Радянського Союзу культурні комуністично-ідеологічні обмеження були зняті і медійний простір почали наповнювати різні масові культури — від західної до власне російської. Російський рок пішов різними шляхами: шляхом вбирання в себе російських архетипів (ряд російських рок-гуртів оспівували саме російський комфортний їхньому менталітету простір — берези, поле, ліс тощо) і шляхом комерціалізації та інших процесів, оскільки таким чином зміг охопити більшу кількість слухачів. Ключовою є відмінність російського «пошуку свободи» проти західної «боротьби за свободу», що дає змогу не ставати частиною опозиційною до російських політичних реалій російської автократії та втрачати в переважній більшості лояльне до влади російське суспільство.
Основними сюжетами «російського року» стали пошук свободи душі, меланхолійність, іноді військовий героїзм.

## Український радянський рок
Хоча з другої половини 60-х аж до кінця 80-х ХХ століття Україну вважали заповідником брежнєвського застою, але явище синтезу народної сміхової культури, помноженої на соціальну сатиру, із рок-музикою знаходять в західних областях УРСР ще з 70-х років.
Творчий напрямок української рок-музики почався в 70-ті роки. (на хвилі біг-біту 60-х років звучала яскрава національна інтонація: "Смерічка", "Водограй", "Червона рута") У квітні 1970 «Смерічка» отримала Диплом першого ступеня і Велику Золоту медаль на Республіканському фестивалі-конкурсі самодіяльного мистецтва, а московська фірма «Мелодія» випустила першу платівку-міньйон «Смерічки» з конкурсними піснями.
У 1972 році почалися утиски на україномовні ансамблі, коли ЦК КПРС проголосив боротьбу з так званим «українським буржуазним націоналізмом». Спілка композиторів домоглася заборони записувати й транслювати народні пісні в обробках рок‐груп і ВІА, а редакції телебачення та радіо отримали установку не пускати в ефір нічого, що має присмак року.
Становлення української рок-музики відбувалося у 80-х роках ХХ століття. Вона була за своєю спрямованістю й образністю близька до реального життя, тому стала доступною і зрозумілою для молодіжної аудиторії.
На зламі 80-90-х років XX століття позитивні зміни відбувалися і у музичному мистецтві, яке увібрало у себе дух епохи — трансформацію суспільного укладу життя, послаблення, а згодом і крах ідеологічного контролю.
Нові віяння у музичному мистецтві насамперед були пов'язані із виникненням молодіжних творчих
колективів: «Гуцули» з Косова, «Мертвий півень», «Брати Гадюкіни», «Плач Єремії», «Океан Ельзи», «Піккардійська терція», «Воплі Відоплясова», «Вій», «Кому вниз», Руслана Лижичко, Жанна Бондарук, Віка (Вікторія Врадій) та інші. В цій цілісній музиці переломного періоду було більше іронії, ніж філософії.
Фестиваль «Червона Рута» 1989 року, котрий відбувся у Чернівцях, стимулював появу нових гуртів і виконавців у зазначеному жанрі. У 90-х роках на сцені з'являється гурт «Океан Ельзи», котрий на чолі з його лідером С.Вакарчуком набув великої популярності серед шанувальників рок-музики.
Значною подією став "вибух" стьоб-року кінця 1980-х – початку 1990-х у виконанні львівських «Братів Гадюкіних».
«Брати Гадюкіни», «ВВ» і ін. належать до груп, що поєднують «рок» з українськими фольклорними пісенно-танцювальними традиціями.
Єдине історичне дослідження, що стосується розвитку біґ-біту в західному регіоні — це стаття доктора історичних наук, професора Чернівецького національного університету ім. Ю. Федьковича П. П. Брицького про Левка Дутковського і групу «Смерічка».
Про рок в Україні написав відомий український рок-журналіст і музичний критик Олександр Євтушенко. Найбільш повним нарисом рок-музики є його праця з претензійною назвою «українська рок-антологія» «Легенди химерного краю» (Київ, 2004).
Статтю «Украина: рок-музыка» в довіднику, укладеному А. Троїцьким, «Рок-музыка в СССР...» написав відомий київський рок-, джаз- і класичний музикант та знавець музики, ведучий і музичний критик Кирило Стеценко. Найбільше впорядкованої інформації щодо західноукраїнського рок-н-ролу містить «рок-енциклопедія» «Львівський Рок 1962–2002» (2003) колишнього президента Львівського рок-клубу Ю. Перетятка. В книжці Ю. Перетятка «Львівський рок: півстоліття боротьби» (2007) йдеться про події у житті львівського музичного андеґраунду 1960–1990-х рр., міститься інформація про понад 150 діючих і вже неіснуючих музичних рок-колективів міста Львова, опубліковано понад 100 фотографій.